# Камбурцано
Камбурцано (італ. Camburzano, п'єм. Cambursan) — муніципалітет в Італії, у регіоні П'ємонт,  провінція Б'єлла.
Камбурцано розташоване на відстані близько 550 км на північний захід від Рима, 60 км на північ від Турина, 6 км на захід від Б'єлли.
Населення — 1175 осіб (2014).
Покровитель — san Martino.

## Демографія
Населення за роками:

Станом на 1 січня 2023 року в муніципалітеті офіційно проживали 42 іноземці з 16 країн, серед них 11 громадян країн Євросоюзу.

## Сусідні муніципалітети
- Гралья
- Монграндо
- Муццано
- Окк'єппо-Інферіоре
- Окк'єппо-Суперіоре